# Ezra Miller
Ezra Matthew Miller, född 30 september 1992 i Wyckoff i New Jersey, är en amerikansk skådespelare.

## Biografi

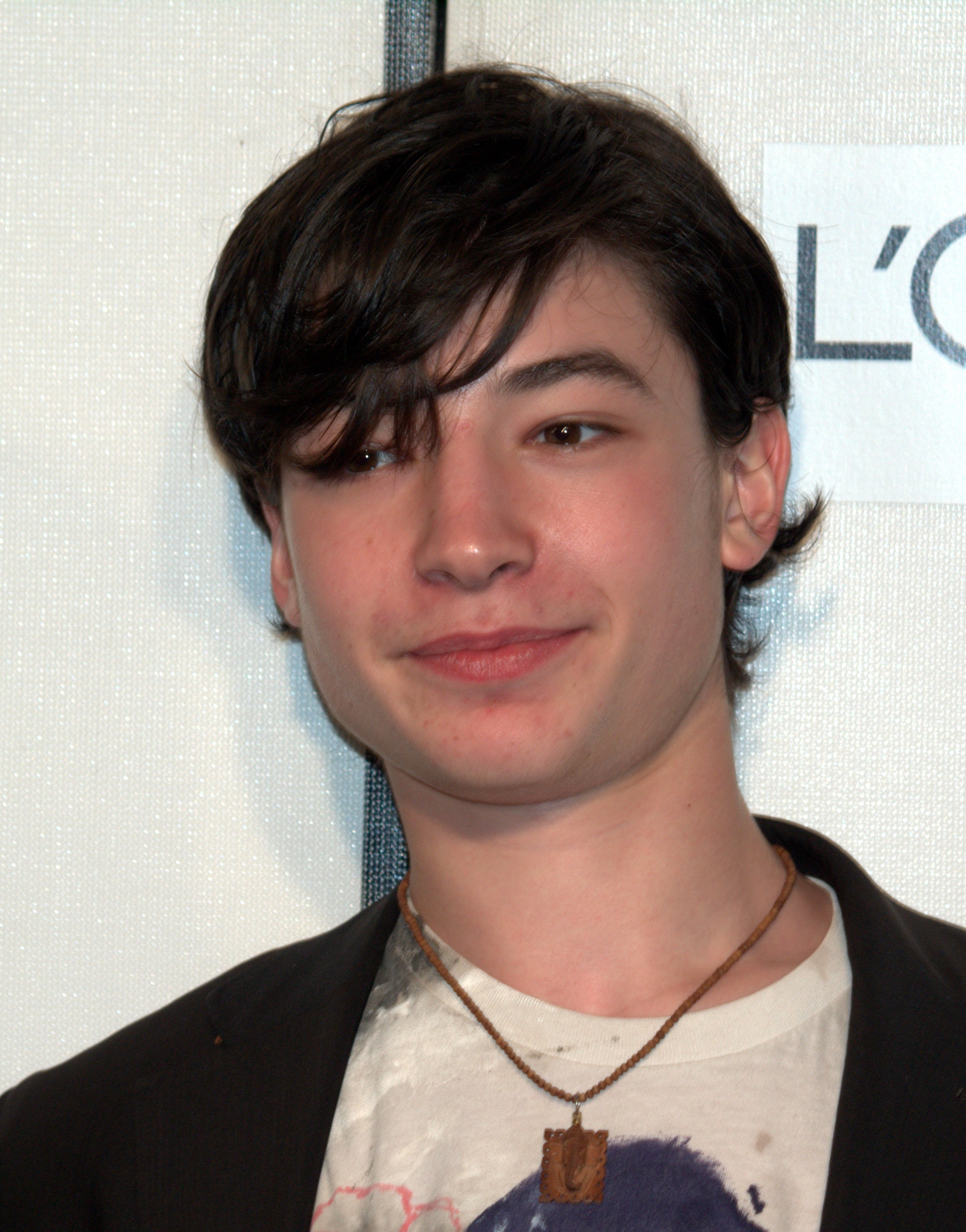
Ezra Miller på Tribeca Film Festival 2009.

Som sexåring började Ezra Miller skola sig till operasångare med debut i Philip Glass nyskrivna White raven på Lincoln Center for the Performing Arts och fick sedan som 8-åring sjunga på Metropolitan Opera i New York. Då Miller i samband med puberteten fick lämna Metropolitan valde Miller att försöka bli skådespelare och hoppade av skolan som 16-åring.
Miller har bland annat gjort titelrollen i Vi måste prata om Kevin från 2011. Rollen medförde att Miller fick ökad uppmärksamhet i filmkretsar och författaren till boken bakom filmen, Lionel Shriver, har i intervjuer uppgivit att hennes första möte med Miller var som att möta den egna huvudrollen. För sin insats i filmen vann Miller Chopard-trofén vid Filmfestivalen i Cannes 2012.
År 2012 gjorde Miller en av huvudrollerna i The Perks of Being a Wallflower och har även medverkat i tv-serierna Californication (2008) och Royal Pains (2009).

## Privatliv
Miller definierar sig själv som queer. År 2011 åtalades Miller för innehav av marijuana. I mars 2022 greps Miller på Hawaii för att ha hamnat i slagsmål med en 23-årig kvinna och ska därefter ha givit sig på en 32-årig man.[källa behövs]

## Filmografi
| År        | Titel                                         | Roll                    | Noteringar |
| --------- | --------------------------------------------- | ----------------------- | --- |
| 2008      | Afterschool                                   | Robert                  | |
| 2008      | Californication                               | Damien                  | 5 avsnitt |
| 2009      | Law & Order: Special Victims Unit             | Ethan Morse             | Avsnitt "Crush" |
| 2009      | City Island                                   | Vince Jr.               | |
| 2009-2010 | Royal Pains                                   | Tucker Bryant           | 5 avsnitt |
| 2010      | Every Day                                     | Jonah                   | |
| 2010      | Beware the Gonzo                              | Eddie 'Gonzo' Gilman    | |
| 2011      | Another Happy Day                             | Elliot                  | Hamptons International Film Festival Award för Breakthrough Performer |
| 2011      | Vi måste prata om Kevin                       | Kevin Khatchadourian    | Nominerad — British Independent Film Award för Best Supporting Actor Nominerad — Broadcast Film Critics Association Award för Best Young Performer |
| 2012      | The Perks of Being a Wallflower               | Patrick                 | Boston Society of Film Critics Award för Best Supporting Actor Chlotrudis Award för Best Supporting Actor Hollywood Film Festival Spotlight Award San Diego Film Critics Society Award för Best Performance by an Ensemble Santa Barbara International Film Festival för Virtuoso Award Nominerad — MTV Movie Award för Best Breakthrough Performance Nominerad — MTV Movie Awards för Best Musical Moment (tillsammans med Logan Lerman och Emma Watson) Nominerad — Detroit Film Critics Society Award för Best Supporting Actor/br>Nominated — Phoenix Film Critics Society Award för Best Supporting Actor |
| 2014      | Madame Bovary                                 | Leon                    | |
| 2015      | The Stanford Prison Experiment                | Daniel Culp             | |
| 2015      | Trainwreck                                    | Donald                  | |
| 2016      | Batman v Superman: Dawn of Justice            | Barry Allen / The Flash | Cameoroll |
| 2016      | Suicide Squad                                 | Barry Allen / The Flash | Cameoroll |
| 2016      | Fantastiska vidunder och var man hittar dem   | Credence                | |
| 2017      | Justice League                                | Barry Allen / The Flash | |
| 2018      | Fantastiska vidunder: Grindelwalds brott      | Credence                | |
| 2020      | Arrow                                         | Barry Allen / The Flash | Avsnitt "Crisis on Infinite Earths: Part Four" |
| 2020      | Pestens Tid                                   | Trashcan Man            | 3 avsnitt |
| 2021      | Invincible                                    | DA Sinclair (röst)      | Avsnitt "You Look Kinda Dead" |
| 2021      | Zack Snyder's Justice League                  | Barry Allen / The Flash | |
| 2021      | Asking For It                                 | Mark Vanderhill         | |
| 2022      | Peacemaker                                    | Barry Allen / The Flash | Cameoroll; avsnitt "It's Cow or Never" |
| 2022      | Fantastiska vidunder: Dumbledores hemligheter | Credence                | |
| 2022      | Dalíland                                      | Ung Salvador Dalí       | |
| 2023      | The Flash                                     | Barry Allen / The Flash | |